# Fossa cubitale
La fossa cubitale, o fossa del gomito, è una depressione di forma triangolare che si trova anteriormente all'articolazione del gomito.

## Limiti
Si possono descrivere tre limiti:

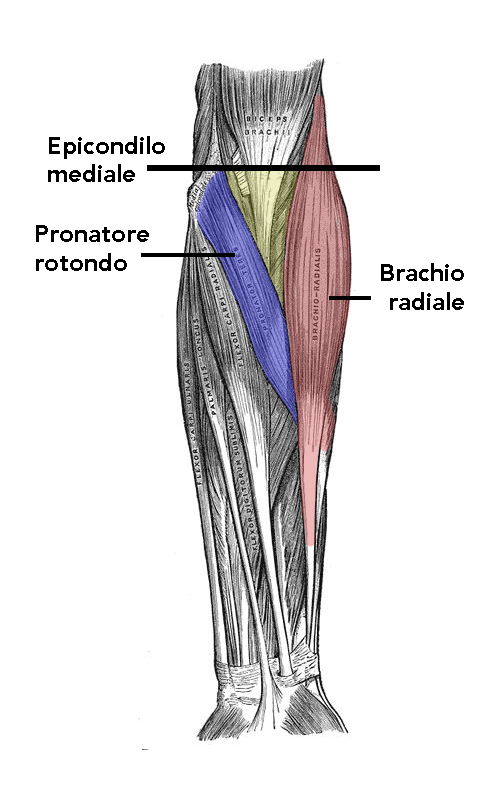
Limiti della fossa cubitale

- Limite superiore: è la linea che unisce i due epicondili dell'omero, tra l'epicondilo mediale e laterale;
- Limite mediale: è formato dalla massa dei muscoli flessori dell'avambraccio, che originano dall'epicondilo mediale, come il muscolo pronatore rotondo;
- Limite laterale: troviamo la massa dei muscoli estensori dell'avambraccio, che originano dall'epicondilo laterale, come il muscolo brachioradiale; 
La fossa inoltre presenta un tetto e un pavimento:
- Il tetto è formato dalla fascia profonda, rinforzata dall'aponeurosi bicipitale, e più superficialmente la cute;
- Il pavimento formato dal muscolo brachiale e il muscolo supinatore dell'avambraccio, che va a circondare il terzo superiore del radio;

## Strutture neurovascolari contenute
La fossa cubitale contiene quattro strutture principali (da laterale a mediale):
- Il ramo superficiale del nervo radiale: si trova in prossimità della fossa cubitale, situato tra i muscoli brachioradiale e brachiale. È spesso considerato parte della fossa cubitale;[1]
- Il tendine del bicipite brachiale: si porta profondamente verso il radio;
- L'arteria brachiale: l'arteria di solito si biforca vicino all'apice (parte inferiore) della fossa cubitale nell'arteria radiale (superficiale) e nell'arteria ulnare (più profonda);
- Il nervo radiale: innerva i muscoli della loggia posteriore del braccio, fino a decorrere di fianco all'omero. Arrivando nella porzione distale dell'omero si porta anteriormente, entrando nella fossa cubitale in profondità, dove si divide in ramo profondo o superficiale.

Anche il nervo ulnare si trova nell'area, ma non nella fossa cubitale; occupa un solco sulla faccia posteriore dell'epicondilo mediale dell'omero.
Nell'area sono presenti anche diverse vene (ad esempio, la vena cubitale mediana, la vena cefalica e la vena basilica), ma queste sono generalmente considerate superficiali alla fossa cubitale e non fanno parte del suo contenuto.
Da laterale a mediale, l'ordine dei contenuti all'interno della fossa cubitale può essere descritto dall'acronimo TAN: tendine, arteria, nervo.

## Aspetto clinico

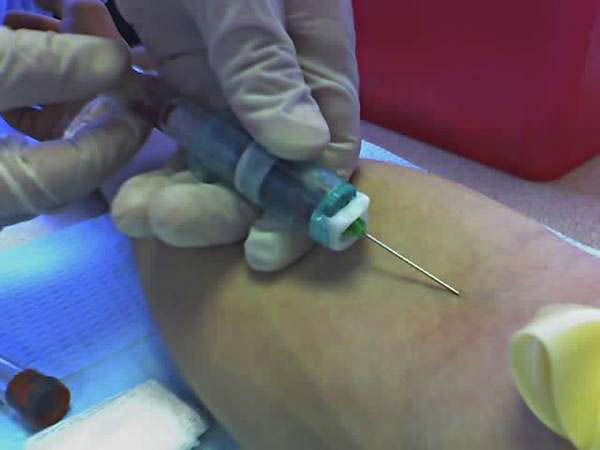
Un campione di sangue prelevato dalla vena cubitale mediana, attraverso la fossa cubitale con un Vacutainer, per un esame del sangue.

Come altre superfici di flessione delle grandi articolazioni (inguine, fossa poplitea, ascella ed essenzialmente la parte anteriore del collo), è un'area in cui i vasi sanguigni e i nervi passano in modo relativamente superficiale.
Durante le misurazioni della pressione sanguigna, lo stetoscopio viene posizionato sopra l'arteria brachiale nella fossa cubitale. L'arteria decorre medialmente al tendine del bicipite e il polso brachiale può essere palpato nella fossa cubitale appena medialmente al tendine.
L'area appena superficiale alla fossa cubitale è spesso utilizzata per l'accesso venoso (flebotomia) in procedure quali iniezioni e prelievo di campioni per esami del sangue. Un certo numero di vene superficiali può attraversare questa regione. Può anche essere utilizzato per l'inserimento di un catetere centrale ad inserimento periferico.
Storicamente, quando si praticava il salasso (venoso), l'aponeurosi bicipitale (il soffitto della fossa cubitale) era conosciuta come il tendine della "grazia di Dio", perché proteggeva i contenuti più importanti della fossa (cioè l'arteria brachiale e il nervo mediano).
Statisticamente, la fossa cubitale è la regione meno dolente per l'accesso endovenoso periferico, sebbene fornisca un rischio maggiore di trombosi venosa.